# Balsatræ-slægten
Balsatræ-slægten (Ochroma) er en lille slægt fra Sydamerika. Den har kun én art, den nedennævnte.
| Arter |

- Balsatræ (Ochroma lagopus)

Balsatræ er blandt de stærkeste træsorter, når den vurderes i forhold til  dens masse (og massefylde).